# Toppilansalmi
Toppilansalmi, äldre svenska Toppila sund, är ett sund i Finland.   Det ligger i Uleåborg i landskapet Norra Österbotten, i den centrala delen av landet, 500 km norr om huvudstaden Helsingfors.